# Mary McCrossan

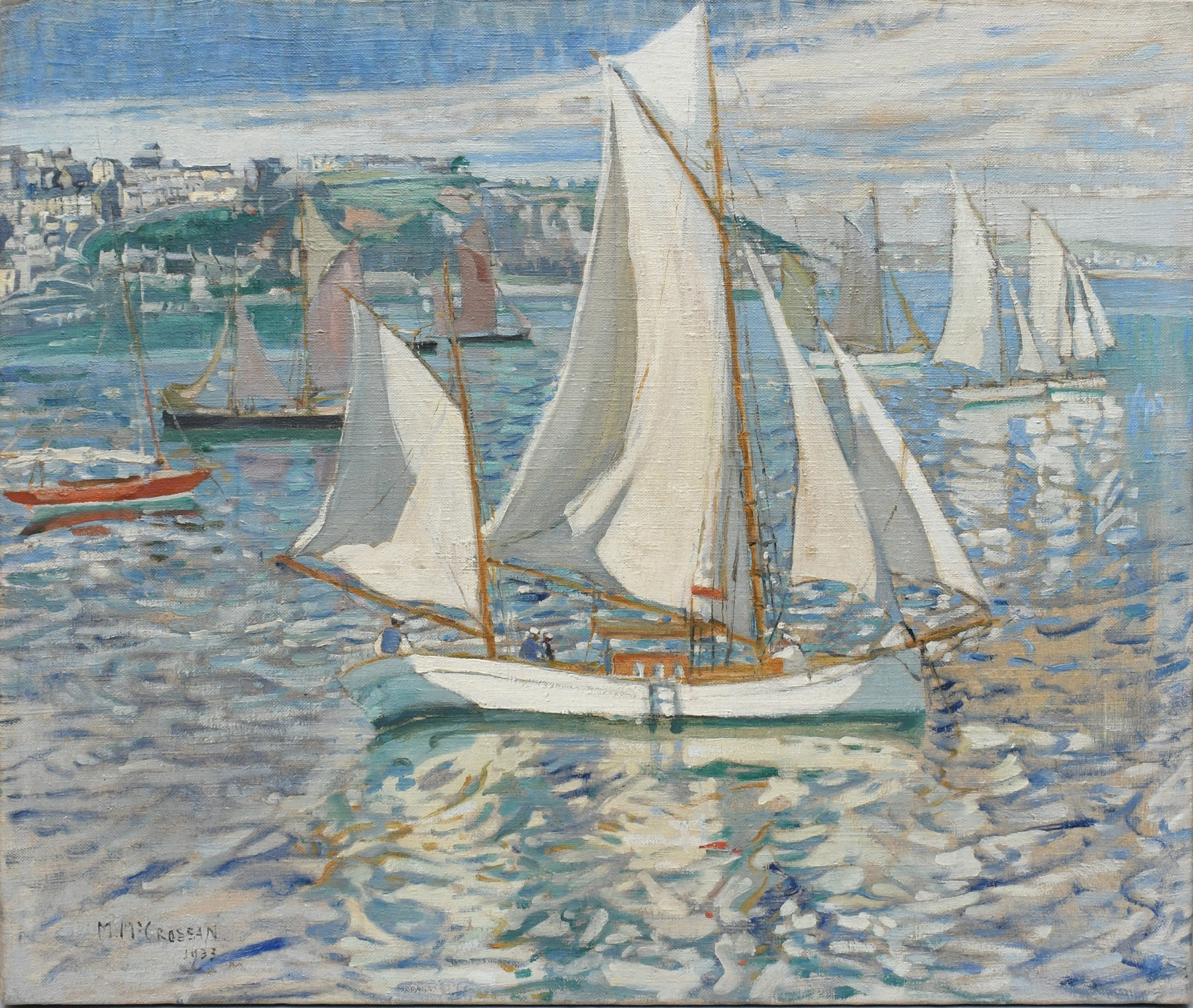
Mary McCrossan: Yachts leaving the harbour, 1933

Mary McCrossan (* 1865 in Liverpool; † 3. November 1934) war eine britische Malerin, die für ihre Landschafts- und Seestücke bekannt ist.

## Leben
Mary McCrossan wurde in Liverpool geboren. Sie erhielt ihre Ausbildung an der Liverpool School of Art, bevor sie die Académie Delécluse in Paris besuchte und bei Julius Olsson in St Ives studierte. Ihr erstes bekanntes Bild von St Ives wurde 1898 ausgestellt. Sie betrieb von ihrem Atelier in Porthmeor aus eine Malschule, in der sie bis zu ihrem Tod Bilder des Hafens und der Küste von St Ives ausstellte. Mary McCrossan malte hauptsächlich Ölgemälde, fertigte aber auch viele impressionistische Aquarellstudien von Wolkeneffekten über dem Strand von Porthmeor an und spezialisierte sich auf Seestücke. Zwischen 1909 und 1928 hatte sie mehrere Einzelausstellungen in den Galerien Baillie und Beaux Arts. Sie reiste viel, bis sie sich 1929 endgültig in St Ives niederließ. Mary McCrossan stellte in der Royal Academy und im RBA aus. Zwischen 1909 und 1928 hatte sie mehrere Einzelausstellungen in den Galerien Baillie und Beaux Arts. Mary McCrossan unternahm zahlreiche Reisen auf den Kontinent und stellte Ölgemälde aus der Provence und dem Mittelmeerraum in der NEAC und in Londoner Galerien aus. Ihre Werke sind in der Liverpool Art Gallery, der Southport Art Gallery und der Contemporary Art Society vertreten.